# ひまわり (遊助の曲)
「ひまわり」は、上地雄輔が「遊助」名義で発売したデビューシングル。2009年3月11日にソニー・ミュージックレコーズより発売された。

## 概要
2008年10月4日のヘキサゴンファミリーコンサートで初披露になった（テレビでの初披露は2008年10月22日）。CDに収録されている「ひまわり」は、当時披露した時より一箇所だけ歌詞が増えている。テレビで放送された時やDVDには当時の歌詞のまま収録されている。
表題曲のミュージック・ビデオには、「セレブと貧乏太郎」で上地の息子役を演じた小林海人が出演している。2014年6月18日に発売された「Sunshine」のミュージック・ビデオでは、「ひまわり」のミュージック・ビデオの5年後が描かれている。
餓鬼レンジャーのDJGPがN.O.B.B.名義で「ひまわり」、「さくら物語」の作曲を担当している。その後のほとんどの遊助の楽曲を担当し遊助のライブなどに参加している。
2009年3月23日付オリコン週間シングルチャートで2位を獲得し、初動売上は20万枚を突破した。週間2位での20万枚突破は遊助も参加していたユニット羞恥心「泣かないで」以来である。また、ソロアーティストとしての初動20万枚突破は宇多田ヒカル「Flavor Of Life」以来（男性ソロとしては堂本光一「Deep in your heart/+MILLION but -LOVE」以来）である。そして、自身最大のヒット作でもある。
「オリコン年間ランキング2009」で、デビュー歌手における作品別シングル売上枚数の1位を獲得。

## CDタイプ
- 初回生産限定盤…1785円
  - CD+DVD。
- 通常盤…1223円
  - CD+初回のみステッカー（5種類のうち1種）封入。

## 収録内容

### 通常盤
1. ひまわり
作詞：遊助、作曲・編曲：N.O.B.B
  - フジテレビ系『上地雄輔ひまわり物語』主題歌
  - 横浜高校の野球部出身で、遊助の後輩にあたる小池正晃がプロ野球・中日ドラゴンズの本拠地・ナゴヤドームの打席に立つ際のテーマソングとして「ひまわり」を2009年シーズンの間、使用していた。なお、使用の際に小池本人が遊助に直接電話をして許可をもらったとのこと[8]。このほかに横浜高校時代の遊助の先輩にあたる東京ヤクルトスワローズの松井光介が登板する際にテーマソングとして2011年に使用していた。2020年から阪神タイガースに所属している後輩の及川雅貴も、登場曲として使用している。
2. さくら物語
作詞：遊助、作曲・編曲：N.O.B.B
  - マルコメ『液みそ』CMソング（本人出演）
  - 「聴くドラマ」になっており、生徒役で加藤あいが出演している。
3. そよ風
作詞：遊助、作曲・編曲：村山晋一郎
4. ひまわり -Instrumental-

### 初回生産限定盤
CD
1. ひまわり
2. さくら物語
3. そよ風
4. ひまわり -Instrumental-

DVD
1. プロローグ
2. ひまわり　Music Video
3. エピローグ